# Blas Ruiz de Hernán González

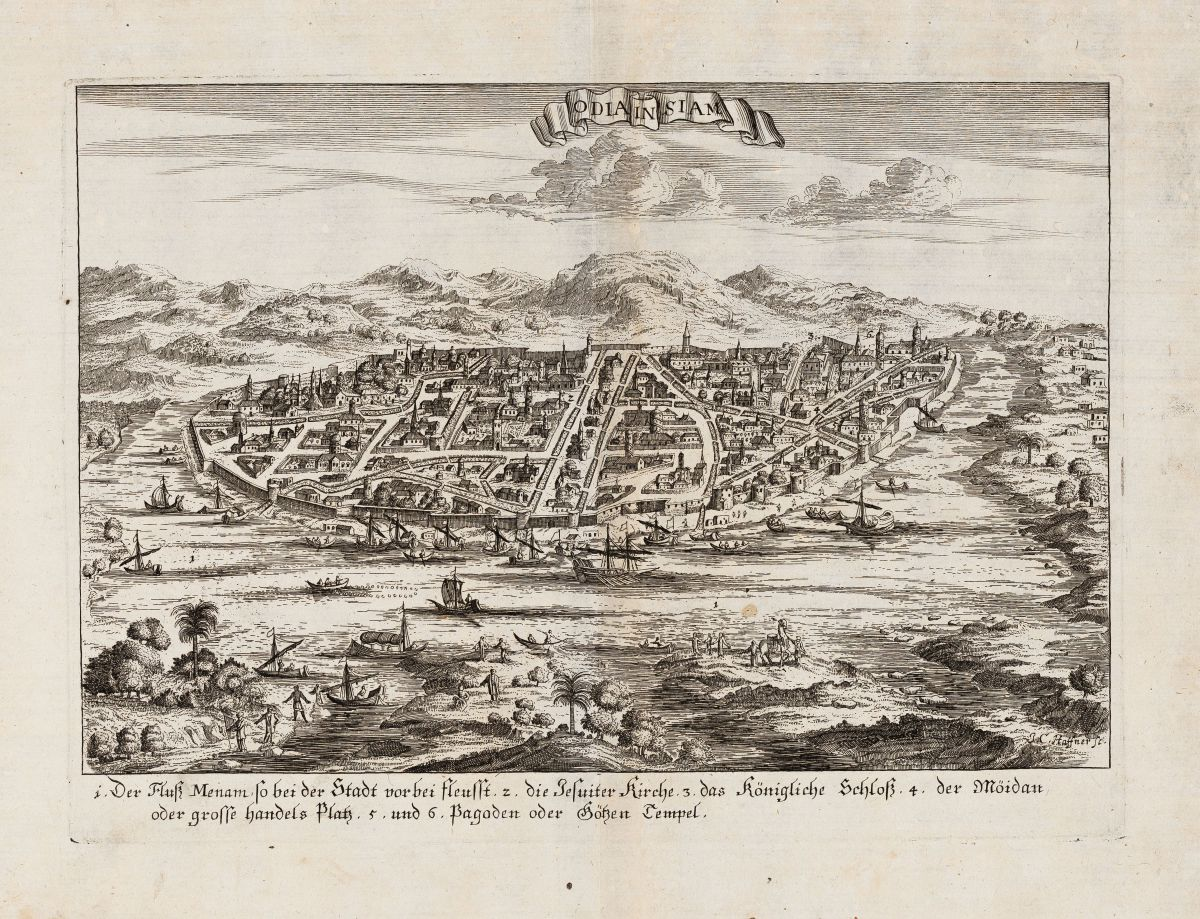
Odia la capital de Siam (en temps de Blas Ruiz)

Blas Ruiz d'Hernán González fou un explorador i aventurer espanyol, de cognom també en alguns documents Ruiz de Fernán González, cèlebre pels seus fets a Cambodja i altres països de l'Extrem orient a finals del segle xvi, que es tindrien per novel·lescos si dels mateixos no existissin testimonis fefaents.
Natural de la Mancha, va passar a Amèrica molt jove, on poc després d'arribar va contreure matrimoni amb Maria de Prado i Mansilla, d'alta alcurnia, que li va portar un raonable dot. Amb aquesta, però sense la seva dona, Ruiz va marxar a les Filipines, on va haver d'arribar pels anys de 1591. A Manila va comprar un navili, va prendre gent a costa seva, i amb el seu navili, i capitanejant a aquesta gent, es va traslladar a Cambodja. En 1594, el rei de Siam, al capdavant d'un gran exèrcit, va envair aquell regne, va fer fugir a Laos a la família reial de Cambodja i va capturar a alguns europeus que a Cambodja es trobaven, entre ells Ruiz i els portuguesos Pantaleón Carnero i Antonio Machado, als quals, fortament custodiats per tropa siamesa, va enviar a Odia (com llavors es deia la capital de Siam), embarcats en un jonc tripulat per xinesos. Poc després d'haver-se fet a la vela, els europeus, d'acord amb els xinesos, als qui aquells van estimular oferint-los part de certes riqueses que anaven al jonc, van matar els siamesos de la guàrdia, i després els mateixos europeus, encara que només eren tres, van matar gairebé tots els xinesos, no deixant més que els estrictament necessaris per, amb el seu auxili poder arribar a Manila, on finalment van fondejar, quedant propietaris de l'embarcació i de tot el que ella havia conduït.
El rei de Siam, que tenia pres al portuguès Diego Belloso, antic conegut de les Filipines, veient que el temps passava i el jonc en què havien embarcat els tres europeus esmentats no arribava, cedint a les suggestions de Belloso, va encomanar a aquest perquè passes a les Filipines a informar-se del que havia passat. I Bellosos va partir per a Manila, on tot just arribat va topar amb Ruiz, el seu camarada que havia estat d'aventures i desventures a Cambodja. A partir de llavors (1595), Ruiz i Belloso van decidir marxar en tot de comú acord; tant, que des de llavors les vides de tots dos corren unides a gairebé totes les empreses per tots dos realitzades. Com que prenguessin amb gran afany el restituir al tron dels seus majors a Prauncar Lángara (fill), van aconseguir persuadir á Luis Pérez das Mariñas de la conveniència que emprengués pel seu compte la feina, que per fi va efectuar (1596), però amb escàs fruit, doncs ja que els expedicionaris van haver de sortir de Cambodja sense haver aconseguit res de positiu profit. No obstant això, Ruiz i Belloso van quedar en aquell país, i, en execució dels propòsits que acariciaven, van començar per incendiar la ciutat de Sistor, on es trobava el sobirà intrús de Cambodja, a qui van donar mort. Prauncar, el legítim, s'havia refugiat amb la seva família a Lang-chang, capital de Laos. I allí van acudir Ruiz i Belloso, amb ànim de restituir a Cambodja a la família reial proscrita. Però aquesta es va resistir a tornar la seva pàtria per por a una nova agressió del sobirà de Siam.
Aleshores els aventurers se'n van anar a Cotxinxina, d'on, a precs precisament de la família reial de Cambodja, que resoludament es va posar sota la seva protecció, no van trigar a tornar, i llavors van restituir Cambodja als proscrits. Per millor assegurar en el tron a Prauncar, Belloso va marxar als Teles, al rei del qual va matar; en tant, Ruiz, a Cambodja, es dedicà a eliminar els personatges més o menys qualificats que feien ombra al jove rei, i successivament va donar mort a Anacaparan i Ocuña de Chu i als seus fills, després de amb gran treball d'haver-los capturat; va prendre i matar Cancona, i va prendre i matar Chupianon; és a dir, va acabar amb tots els capitostos de Cambodja enemics de la legitima dinastia.
Agraït el monarca, i admirat, com els personatges de la cort, del valor de Ruiz i de Belloso, els va nomenar chofas (governadors) de les províncies de Tran i de Bapano, respectivament, amb la mercè d'alguns milers de serfs a cadascun. Belloso va contreure matrimoni amb una princesa; Ruiz, encara que havia abandonat la seva dona, li va guardar fidelitat, ja que, almenys legalment, no es va voler casar. Establerts als seus governs, en pau tot el territori cambodjà, disposats es trobaven a fer una vida reposada, quan va succeir que, a finals de 1598, trobant-se tots dos a Chordemuco, nom que aleshores donaven els europeus a Pnom-Penh, capital del regne de Cambodja, va arribar a aquest punt l'alferes Luis Ortiz amb 25 soldats, reforçats després amb altres nous expedicionaris: Belloso els va mirar amb recel, ja que els recent arribats no van trigar a conduir-se indiscretament, sobretot després de l'arribada del pare fra Juan Maldonado, missioner dominic, molt bel·licós, que pretenia que Espanya s'annexionés a tota costa el regne de Cambodja; i trencades al capdavant les bones relacions entre els espanyols i els malais, que acabdillava Ocuña Lacasamana, l'antic amant de la reina àvia, va sobrevenir el xoc, que va acabar per prendre caràcters de batalla. Ruiz i Belloso van acudir a l'acte, i, fiats de la seva valentia llegendària, en comptes de procurar posar-se fora de perill, com van poder, en una nau espanyola, van voler sigui com sigui batallant, i van sucumbir aixafats per l'enorme massa de malaisis de l'esmentat Ocuña Lacasamana. Així van acabar Ruiz i Belloso, homes veritablement extraordinaris, ja que durant algun temps van ser els arbitres de les destinacions de Cambodja i de la família reial d'aquest país, on va arribar a mirar-los com a éssers sobrenaturals, pel seu valor, gosadia i genialitat.
El 1634, a la ciutat dels Reis (Lima), la vídua de Ruiz va promoure una informació per demanar de Sa Majestat una renda de 4.000 pesos anuals, en premi dels serveis prestats pel seu marit, i encara que l'Audiència va donar suport a la pretensió, si bé rebaixada la quantitat, no se sap que li fos concedida.